# ستانلي مبورو
ستانلي مبورو (مواليد 9 أبريل 2000) هو عداء مسافات طويلة كيني متخصص في سباقات 5000 متر و10000 متر، حصل على الميدالية الفضية في سباق 10،000 متر في بطولة العالم لألعاب القوى 2022.